# 李雪梅
李雪梅（り しゅえめい、Li Xuemei、1977年1月5日 - ）は、中華人民共和国の陸上競技選手で、100m、200mのアジア記録を持っている。身長171cm、体重61kg。

## 主な成績
- 1998年　アジア大会　100m優勝、200m優勝、400mR優勝

## 自己記録
- 100m　10秒79（アジア記録）　1997年
- 200m　22秒01（アジア記録）　1997年
- 60m　7秒19　2001年